# تريستان بريتيمان
تريستان آن بريتيمان (من مواليد 23 مايو 1982) فهيامغنية وكاتبة أغاني أمريكية من سان دييغو، كاليفورنيا.و تم توقيعها علي فيرقا ريكوردس حتى عام 2013 وأصدرت أول ألبوم رئيسي لها في 2 أغسطس 2005، ثم تلاها ألبومها الثاني والذي تم إصدارها في 15 أبريل 2008.  وصدر ألبومها الثالث في  أكتوبر 2012.و في 27 أكتوبر 2014، أصدرت بريتيمان بشكل مستقل أغنية بعنوان " العودة إلى المنزل ".  فقامت بجولة في جميع أنحاء الولايات المتحدة مع إريك هاتشينسون لدعم جولته خلال خريف عام 2014 